# Mohammad Reza Schafi’i Kadkani

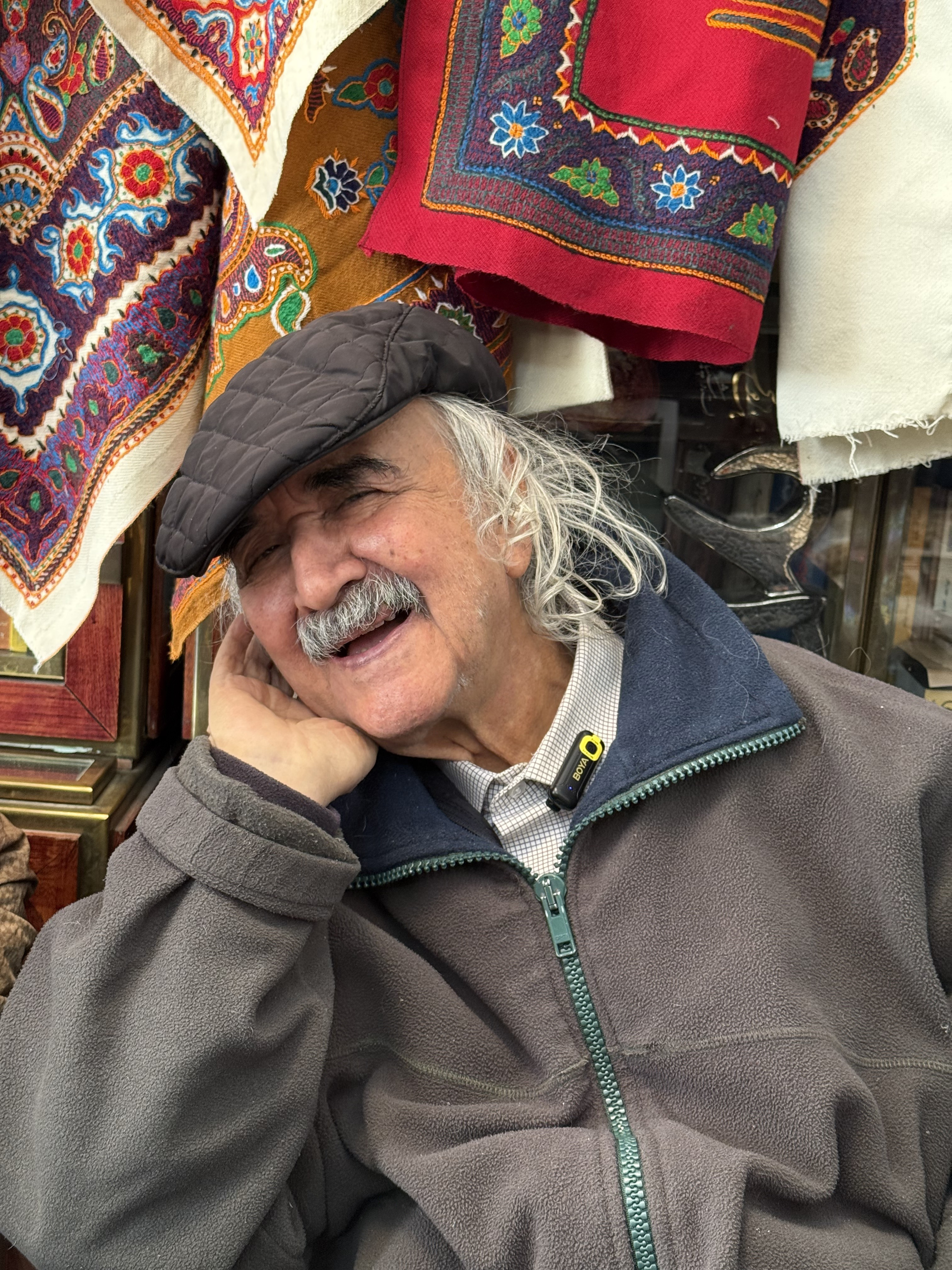
Mohammad Shafii Kadkani, 2025

Mohammad Reza Schafi’i Kadkani, auch Mohammad Reza Shafii Kadkani, Mohammad-Resā Schafi’i-Kadkani usw. geschrieben (persisch محمدرضا شفیعی کدکنی‎; * 1939 in dem Dorf Kadkan in der Nähe von Nischapur/Provinz Chorasan), ist ein persischer Literaturwissenschaftler, Dichter der modernen Poesie sowie Übersetzer und Kommentator von klassischen Texten. Sein Pseudonym ist M. Sereschk (deutsch „Träne“).

## Leben und Karriere
Mohammad R. Schafi’i begann seine Ausbildung in Religionswissenschaft in Maschhad und erhielt später einen PhD Titel in Persischer Literatur in Teheran, wo er als Universitätsprofessor lehrte. Seine Dichtung lässt deutliche Einflüsse von Hafis und Maulana erkennen. Kadkani hielt Vorträge in den Universitäten Oxford, Princeton und Pennsylvania.

## Werke (Auswahl von Gedichtbänden)
- Nachtlesung, 1965
- Vom Mund des Blattes, 1968

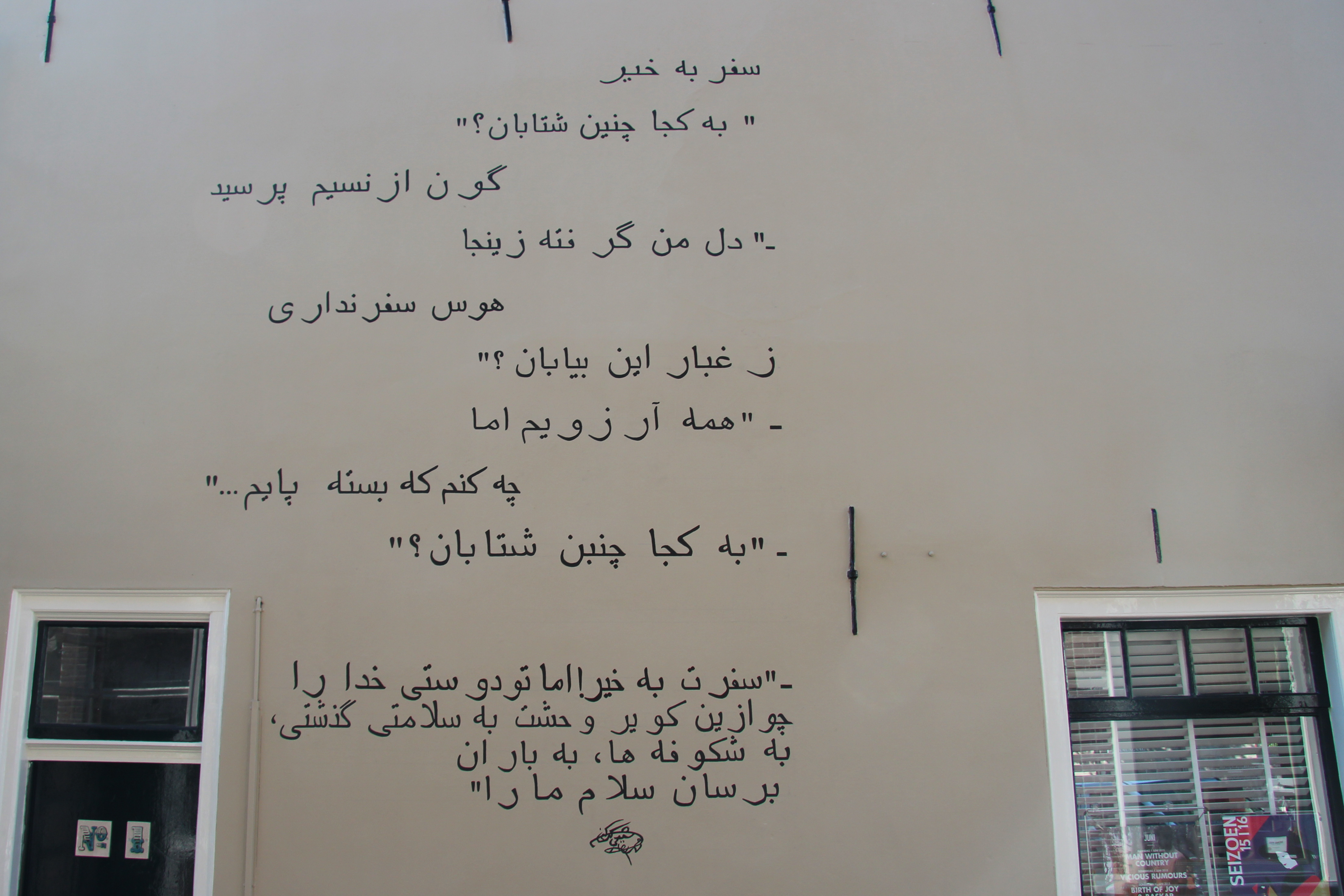
Das Gedicht Gute Reise (Mauergedicht in Leiden)

- Dar kutschebaghhā-ye Neschābur (In den Gartenalleen von Nischapur), Teheran 1972 (5.–7. Aufl. 1978)
  - daraus: Jener Schrei- und Feuervogel und Hallādsch. Deutsch von Kurt Scharf, in: die horen 26 (1981), 2, S. 31 f.
- Vom Sein und Singen, 1978
- Wie ein Baum in der Regennacht, 1978